# Lasiomorpha noakesi
Lasiomorpha noakesi is een vlinder uit de familie van de Eupterotidae. De wetenschappelijke naam van de soort is voor het eerst geldig gepubliceerd in 1916 door Joicey & Talbot. Zij duidden deze soort aan als typesoort van het nieuwe geslacht Lasiomorpha.
De eerste specimens van deze soort werden in 1914 verzameld bij de "Angi-meren" in het Arfakgebergte in Nederlands Nieuw Guinea (thans de Indonesische provincie West-Papoea) op ongeveer 2.000 m (6.000 voet) hoogte.